# Урмия
Урмия (на персийски: ارومیه‎) e град в северозападен Иран, административен център на провинция Западен Азербайджан с население 736 224 души (2016 г.).